# ناتالیا کنپ لوا
ناتالیا کنپ لوا (به انگلیسی: Natalia Konopleva) یک زن روسی بود که در سال ۱۹۷۶ شطرنج روسی و روسی را بر عهده داشت.

## زندگی‌نامه
ناتالیا کنپ لوا اولین موفقیت در مسابقات قهرمانی شطرنج دختران اتحاد جماهیر شوروی را به دست آورد: ۱۹۵۹–۱؛ ۱۹۶۰ - دوم و سوم؛ ۱۹۶۱ - ۱ - ۲، ۱۹۶۲ - مکان‌های دوم و سوم. در دهه ۱۹۶۰ و ۱۹۷۰، ناتالیا کنپ لوا از بازیگران برجسته شطرنج در اتحاد جماهیر شوروی بود. او برنده مسابقات قهرمانی شطرنج زنان زنان (۱۹۶۴) و مسابقات قهرمانی شطرنج زنان شهر مسکو (۱۹۷۰) شد. او عضو تیم مسکو بود که دو بار برنده مسابقات قهرمانی شطرنج تیم‌های شوروی (۱۹۶۳، ۱۹۶۷) شد. همچنین در سال ۱۹۶۴، تیم شطرنج تیم تیم اتحاد جماهیر شوروی را به دست آورد. ناتالیا کنپ لوا هشت بار در مسابقات قهرمانی زنان اتحاد جماهیر شوروی شرکت کرد. بهترین نتایج آن: ۱۹۶۷ و ۱۹۷۲ - دوم و چهارم؛ ۱۹۶۹–۴؛ ۱۹۷۰ - مکان‌های ۳ در مسابقات شطرنج بین‌المللی زنان، او جایگاه اول را در (۱۹۶۵) به دست آورد. مکان دوم در مسکو؛ مکان دوم و سوم در سوفیا (۱۹۷۰) و تفلیس (۱۹۷۳) مشترک است. در سال ۱۹۷۰، ناتالیا کنپ لوا عنوان «فید استاد بین‌المللی زنان» (شگفت‌انگیز) را کسب کرد، اما در سال ۱۹۷۶ - عنوان مادر بزرگ زن (شگفت‌انگیز). ناتالیا کنپ لوا دو بار در مسابقات بین‌المللی مسابقات قهرمانی جهان شطرنج زنان شرکت کرد و هر بار او کمی کمتر از رفتن به مسابقات کاندیدان بود.
با این حال، عدم ورود به مسابقات انتخابات سال ۱۹۷۴، یک ضربه وحشتناک برای زنان جوان، با استعداد، اما بسیار عاطفی شد. ناتالیا کنپ لوا تا به حال فرسودگی ذهنی، او متوقف شطرنج برای ده سال، تنها به قهرمانان شطرنج در ۱۹۸۰ بازگشت. پس از سقوط پرده آهن، او در مسابقات شطرنج در آلمان، مجارستان، جمهوری چک بازی کرد. اما بهترین سال‌های او گذشته‌است و او در نهایت شطرنج را ترک کرد. در آخرین سالهای زندگی او یکی از آپارتمان‌های مسکو خود را زندگی کرد و بعد از مرگ یخ زده. جنازه یخ زده او به سردخانه (spartsmyen) روسیه بردند.